# Symbrenthia sumbawensis
Symbrenthia sumbawensis är en fjärilsart som beskrevs av Hans Fruhstorfer 1900. Symbrenthia sumbawensis ingår i släktet Symbrenthia och familjen praktfjärilar. Inga underarter finns listade i Catalogue of Life.